# 静内海水浴場駅
静内海水浴場駅（しずないかいすいよくじょうえき）は、かつて北海道静内郡静内町字真歌（現・日高郡新ひだか町静内真歌）にあった北海道旅客鉄道（JR北海道）日高本線の駅（廃駅）である。海水浴シーズンだけ営業を行った臨時駅である。

## 歴史
1991年（平成3年）に開業し、1992年（平成4年）の営業をもって廃駅となった。この2年間の営業日数の合計は24日間であったが、営業日数は両年とも12日ずつであった。

### 年表
- 1991年（平成3年）7月20日：臨時駅として開業[1]。8月18日までの土曜、日曜のみ営業[1]。
- 1992年（平成4年）
  - 7月19日：営業再開[1]。8月23日までの土曜、日曜のみ営業[1]。
  - 8月24日：廃止[1]（以降のシーズンは開設されず）。

## 駅構造
1面1線の地上駅。ホームなどの設備はなく、乗客の乗り降りは車体に昇降段を取り付けて行った。

## 隣の駅
北海道旅客鉄道（JR北海道）
日高本線
静内駅 - （臨）静内海水浴場駅 - 東静内駅